# Shimoneta to iu gainen ga sonzai shinai taikutsu na sekai
Shimoneta to iu gainen ga sonzai shinai taikutsu na sekai (下ネタという概念が存在しない退屈な世界), souvent abrégé en Shimoseka (下セカ) est une série de light novel et ecchi écrite par Hirotaka Akagi et illustrée par Eito Shimotsuki. Elle est publiée depuis juillet 2012 par Shōgakukan et onze tomes sont commercialisés en février 2016. Une adaptation en manga dessinée par N' Yuzuki est publiée depuis mars 2014 par Mag Garden. Une adaptation en anime produite au sein du studio J.C. Staff est diffusée en juillet 2015 sur AT-X au Japon et en simulcast sur Anime Digital Network dans les pays francophones.

## Synopsis
L’histoire se déroule seize ans après la mise en application de la « Loi au maintien à l’ordre public et de la morale pour le développement de la Jeunesse » qui interdit le langage grossier ou les situations jugées indécentes en public dans le pays.
Alors qu'il s'inscrit dans une école d'élite de bonnes mœurs, le placide Tanukichi Okuma est enrôlé par l’Organisation Anti-Système (SOX) d'Ayame Kajo, une fille complètement délurée. Ainsi, Tanukichi finit par prendre part aux actes « terroristes » obscènes contre l’école tout en évitant de se faire attraper par le Conseil des élèves dont l’intelligente Anna est la présidente et ne laisse pas l’adolescent indifférent…

## Personnages
Tanukichi Okuma (奥間 狸吉, Okuma Tanukichi)
Voix japonaise : Yūsuke Kobayashi
Adolescent timide et velléitaire, il n'a d'yeux que pour la présidente Anna ; c'est d'ailleurs la raison principale de son entrée à l'école d'élite de bonnes mœurs. Après de nombreux refus, il finit par céder aux demandes de Kajo, et devient à son tour un éro-terroriste, sous la menace permanente du gouvernement.
Ayame Kajō (華城 綾女, Kajō Ayame) / Setsugen no ao (雪原の青)
Voix japonaise : Shizuka Ishigami
Fille unique d'un homme politique disgracié, elle est d'un habituel joyeux, haut en couleur et obscène à outrance. Dans les situations sans issue, un ton plus mélancolique et abattu se dégage d'elle; elle fait d'ailleurs souvent référence au fait que son combat est perdu d'avance. Son portable lui permet de passer outre à la loi sur la morale en parasitant son PM, qui surveille ses faits et gestes. Au conseil des élèves, elle se montre volontairement froide, rigide et distante avec les autres membres, bien que ce ne soit qu'une couverture.
Otome Saotome (早乙女 乙女, Saotome Otome)
Voix japonaise : Satomi Arai
Jeune lycéenne passionnée de dessin et de peinture, elle possède un véritable don dans l'art, utilisé à un but pornographique par Kajo et Tanukichi. Sa petite taille en fait une cible permanente de bien des moqueries ; son soutien moral (sa "muse") se trouve être Anna, dont elle est éprise.
Kosuri Onigashira (鬼頭 鼓修理, Onigashira Kosuri)
Voix japonaise : Yui Horie
Jeune collégienne d'apparence innocente et douce, elle n'en cache pas moins un talent certain pour la manipulation psychologique et un côté retors. Son principal but était de devenir maître du SOX et d'écraser les autres membres dans sa quête de reconnaissance.
Hyōka Fuwa (不破 氷菓, Fuwa Hyōka)
Voix japonaise : Saori Gotō
Jeune lycéenne passionnée d'entomologie, elle est plutôt lymphatique, du tête en l'air à l'étrange, ses manières feutrées et doucereuses en faisant à l'occasion un personnage inquiétant. Elle s'intéresse pourtant sans arrière pensée à l'appareil reproducteur humain et à la sexologie dans sa globalité, en expérimentant sur des insectes ou des animaux.
Anna Nishikinomiya (アンナ・錦ノ宮)
Voix japonaise : Miyu Matsuki
Jeune lycéenne cible de l'amour de beaucoup, présidente modèle du conseil des élèves et amie de Kajo. Ses parents étant les politiciens influents responsables de la loi sur la morale, c'est naturellement l'égérie d'un Japon nouveau se voulant pur et sans vulgarité. La réalité est moins séduisante : en effet, tombée sous le charme de Tanukichi, elle se montre imprévisible, déséquilibrée et engoncée dans des désirs proches de la nymphomanie. Une de ses étonnantes capacités est, à part le fait de savoir combattre férocement ou de survivre à de graves chutes, de produire une quantité anormale de cyprine, qu'elle utilise dans sa démence à des fins divers et variés. Capable d'une grande violence pour ce qu'elle considère juste, son esprit décalé et pervers se voue entièrement mais paradoxalement à la vertu.
Keisuke Onigashira (鬼頭 慶介, Onigashira Keisuke)
Raiki Gōriki (轟力 雷樹, Gōriki Raiki)
Voix japonaise : Kenta Miyake
Oboro Tsukimigusa (月見草 朧, Tsukimigusa Oboro)
Voix japonaise : Sumire Uesaka
Yutori Nuregoromo (濡衣 ゆとり, Nuregoromo Yutori)
Nadeshiko Kajō (華城 撫子, Kajō Nadeshiko)
Takuma Ichinose (一ノ瀬 琢磨, Ichinose Takuma) / Itadaki no shiro (頂の白)
Love Machine (羅武マシーン, Rabu Mashīn)
Matsukage Nishikinomiya (錦ノ宮 祠影, Nishikinomiya Matsukage)
Sophia Nishikinomiya (ソフィア・錦ノ宮)
Ranko Okuma (奥間 爛子, Okuma Ranko)
Binkan-chan (びんかんちゃん)
Voix japonaise : Yui Ogura

## Light novel
La série de light novels est écrite par Hirotaka Akagi avec des illustrations de Eito Shimotsuki et publiée par Shōgakukan. Le premier volume relié est publié le 18 juillet 2012 et neuf tomes sont commercialisés au 18 juin 2015.

## Manga
Le manga, intitulée Shimoneta to iu gainen ga sonzai shinai taikutsu na sekai: man**-hen (下ネタという概念が存在しない退屈な世界 マン○篇), est dessinée par N' Yuzuki et est publiée le 28 mars 2014 dans le magazine Monthly Comic Blade publié par Mag Garden puis reprise en septembre 2014 par le Monthly Comic Garden du même éditeur.
1. Volume 1 : 18/02/2015  (ISBN 978-4-8000-0413-0)
2. Volume 2 : 18/06/2015  (ISBN 978-4-8000-0471-0)
3. Volume 3 : 25/08/2015  (ISBN 978-4-8000-0486-4)
4. Volume 4 : 09/04/2016  (ISBN 978-4-8000-0564-9)

## Anime
L'adaptation en anime sort en octobre 2015. Celle-ci est produite au sein du studio J.C. Staff avec une réalisation de Yōhei Suzuki, un scénario de Masahiro Yokotani et des compositions de Akiyuki Tateyama. La série est diffusée à partir du 4 juillet 2015 sur AT-X au Japon et en simulcast sur Anime Digital Network dans les pays francophones.

### Liste des épisodes
| No | Titre de l’épisode en français                            | Titre original de l’épisode                                                    | Date de 1re diffusion |
| -- | --------------------------------------------------------- | ------------------------------------------------------------------------------ | --------------------- |
| 1  | À qui servent les bonnes mœurs et l'ordre moral ?         | 公序良俗は誰が為に Kōjoryōzoku wa ta ga tame ni                                | 4 juillet 2015        |
| 2  | Le Secret de la conception                                | 妊娠のなぞ Ninshin no nazo                                                     | 11 juillet 2015       |
| 3  | Comment aimer son prochain                                | 人の愛し方 Hito no aishi-kata                                                  | 18 juillet 2015       |
| 4  | L'Amour est toujours juste                                | 世界いわく、愛は正義 Sekai iwaku, ai wa seigi                                  | 25 juillet 2015       |
| 5  | À qui sert l’éro-terrorisme                               | 下ネタテロは誰が為に Shimoneta tero wa ta ga tame ni                           | 1er août 2015         |
| 6  | Accessoires artisanaux !                                  | 手作りのぬくもり！ Tezukuri no nukumori!                                       | 8 août 2015           |
| 7  | L'Œuvre du SOX                                            | SOXが作りし者 SOX ga tsukuri shi mono                                          | 15 août 2015          |
| 8  | Le Diable vient et joue du pipeau                         | 悪魔が来たりてホラを吹く Akuma ga ki tari te hora o fuku                       | 22 août 2015          |
| 9  | Les androïdes rêvent-ils de casse-noisettes électriques ? | アンドロイドは電気アンマの夢を見るか Andoroido wa denki anma no yume o miru ka | 29 août 2015          |
| 10 | Branlette Quest                                           | ジイ級クエスト Jī-kyū kuesuto                                                  | 5 septembre 2015      |
| 11 | Techno Break                                              | テクノブレイク Tekuno bureiku                                                  | 12 septembre 2015     |
| 12 | Obscénité for ever                                        | 下ネタよ永遠に Shimoneta yo eien ni                                            | 19 septembre 2015     |